# 赤湯温泉 (新潟県)
赤湯温泉（あかゆおんせん）は、新潟県南魚沼郡湯沢町三国にある温泉。徒歩でしか行けない秘湯である。越後湯沢温泉郷のひとつとして扱われる事もある。

## 泉質
- ナトリウム - 塩化物泉
- カルシウム・ナトリウム - 塩化物泉

## 温泉施設
一軒宿の山小屋「山口館」がある。日帰り入浴可能。3つの源泉があり、それぞれ掛け流しの露天風呂がある。
青の湯
一番下流側にある。やや青み掛った湯色。昼間は女性専用。
玉子の湯
混浴露天風呂。湯色は黄褐色。源泉側から湯船が3つあり、湯温に応じて好みの浴槽に入る。
薬師の湯
混浴の半露天風呂。湯色は薄い黄褐色。以前はここにも宿の建屋があり、内湯であった。
この他に山口館の上流側河原を掘ると温泉が湧き出す場所があり、野湯を楽しめる。苗場山、赤倉山への登山基地となっている。自家発電装置はあるものの、ガソリンの消費を抑えるため客が多い夜以外は使用しない。通常はランプを使用する。当地では携帯電話はもちろん、谷間に位置するため衛星電話の電波も通じない。冬季（11月 - 4月）は休業する。

## 歴史
温泉がわき出る事は古くから知られていたが、1897年（明治30年）に初めて温泉宿が建てられた。温泉の経営者は、幾度か変わったが、1919年に現在の経営者の祖先が山口館を開くに至っている。かつては通常の営業期間外の春先に猟師宿として機能することもあったが、現在は、5月の連休前に開業することが定例。1989年（平成元年）にロッジ風建物に改築され、現代風の温泉宿となった。

## アクセス
関越自動車道湯沢ICから国道17号を苗場スキー場方面へ向かう。苗場スキー場から赤湯林道を通り、終点の駐車場で駐車。その後登山道を徒歩約2時間。
なお、この地域（湯沢町三国字赤湯）は日本郵便から交通困難地の指定を受けているため、地外から当地宛に郵便物を送付することは出来ない。